# 瓦寮永安宮
永安宮是位於臺灣臺南市學甲區瓦寮聚落的一間廟宇，廟宇的主祀神祇為李府元帥，其祂同祀則有池府千歲、黑虎大將、觀音佛祖、城隍爺等神尊。此外，廟宇主祀神祇並非一般所認定的唐朝李大亮，其實際上是一個清末民初時期的近代人，其除了在民初時曾是北門地區的大地主外，同時也是學甲瓦寮聚落的創建者。
廟宇原位於傳統學甲十三庄山寮庄頭中的瓦寮聚落，其屬學甲慈濟宮8個代表選舉區中的東南郊區，行政區規劃原為達明里，惟臺南市在縣市合併後，於2006年02月01日實施行政區域調整，並且將新生里與達明里合併為新達里，故永安宮目前所在於學甲區新達里境內。

## 建廟沿革
瓦寮聚落是由李氏先人李大再所開墾，而在聚落初形成的時候雖有一些宗教的信仰與活動，但其實是沒有廟宇的，只是最早僅有庄頭內陳現一家私祀的池府千歲，以及之後在李氏的佃農中有一家供奉虎爺將軍，並且後來聚落中又陸續有庄民雕刻觀音佛祖、城隍爺等神祇，但當時這些神尊原本是在各個佃農家中自己奉祀的，惟其後大家漸漸演變成居民們共同來奉祀，並且又以卜爐主的方式將眾神尊供在當年值年的爐主家中。此情形一直沿用多年，直到1974年二月當瓦寮興建社區的活動中心時，為了兼顧當地庄民的信仰，便將庄內的護境神祇池府千歲、觀音佛祖、城隍爺、黑虎大將等神尊，一併集中於活動中心之內供庄民與信眾參拜，同時也即掛上書有廟名永安宮的匾額。                                     其後活動中心在歷經使用了13年之後，信眾們鑑於中心內一些設施皆已老舊，並且空間格局也需要進行重新的規劃，於是便在1987年2月於原址動土重建正式的廟宇，整個工程於隔年竣工，同年並迎請慈濟宮保生大帝為其擇期舉行入火安座儀式，而此時原護境諸神祇聖示公推瓦寮開發庄主（即李大再） 為鎮殿主神，此事後經由保生大帝以及觀音佛祖等神祇認同，並賜神尊號為李府元帥。

## 軼事

### 廟宇所在的庄頭故事
瓦寮是早期由李姓先民原由學甲煥昌里（即今七塊厝）所前來移墾之地，然這些庄人初期則先是定居於新頭港仔，只是頭港仔正北方的北岸是筏仔頭急水溪，因位處地勢低漥且臨急水溪畔極為不適合在此區域居住，為求庄民們生活起居的安全起見，因此在地政府便於1989年下令全庄遷村，同時也另建新的庄頭於今日之光華里的最東邊，新庄頭庄名稱為新筏仔頭。其中李氏先民則隨著另一批人遷居於今日的瓦寮區域，然而該地之所以會稱為瓦寮，有一傳聞是因當時該地只有李姓氏族一棟紅瓦屋，此屋的外型是以磚瓦建造的閩南式大紅瓦茨，從外觀上看起來相當耀眼奪目，所以庄人們便稱這裡稱作瓦寮。

### 主祀神祇故事
遽聞李大再在世時經常救濟窮人，而且對於生活清苦的佃農也都會減免他們的租，在遇有歉收或者天災時更會對祂的佃農們予以免租，此外，祂也熱衷於一些宗教信仰，並不時地捐款給學甲慈濟宮使其廟務得以順利進行，也因此在其死後方被瓦寮聚落的人奉為神明，並尊稱其為“李府元帥”。另外據說李大再去世后在出殯當日恰巧碰上美軍空襲，而他原本是葬在學甲第一公墓，直到民國48年（1959年）時才遷回到瓦寮北邊的李家墓園。  在李大再過世後因其「年格」（即「修練」）尚未到達可成神位階，故而居民在永安宮公厝建成後並未為其雕金身，而是安置於一隻黑令旗中，並且與池府王爺、觀音、城隍、虎爺等神祇同祀。
1974年瓦寮庄頭興建社區活動中心，而該活動中心同時也兼具神明的公厝。據說在進行選址觀四轎時，曾出現有一稱「李府元帥」前來降駕，信徒們原本以為是南鯤鯓代天府的李府千歲，經再次查證後來才得知祂其實是李大再。另外，李大再孫子李愈哲的妻子林彩玉，於李大再瓦厝所設置的「法明聖殿」中，李大再則被其奉為「西方護法無意施菩薩」。

## 圖集

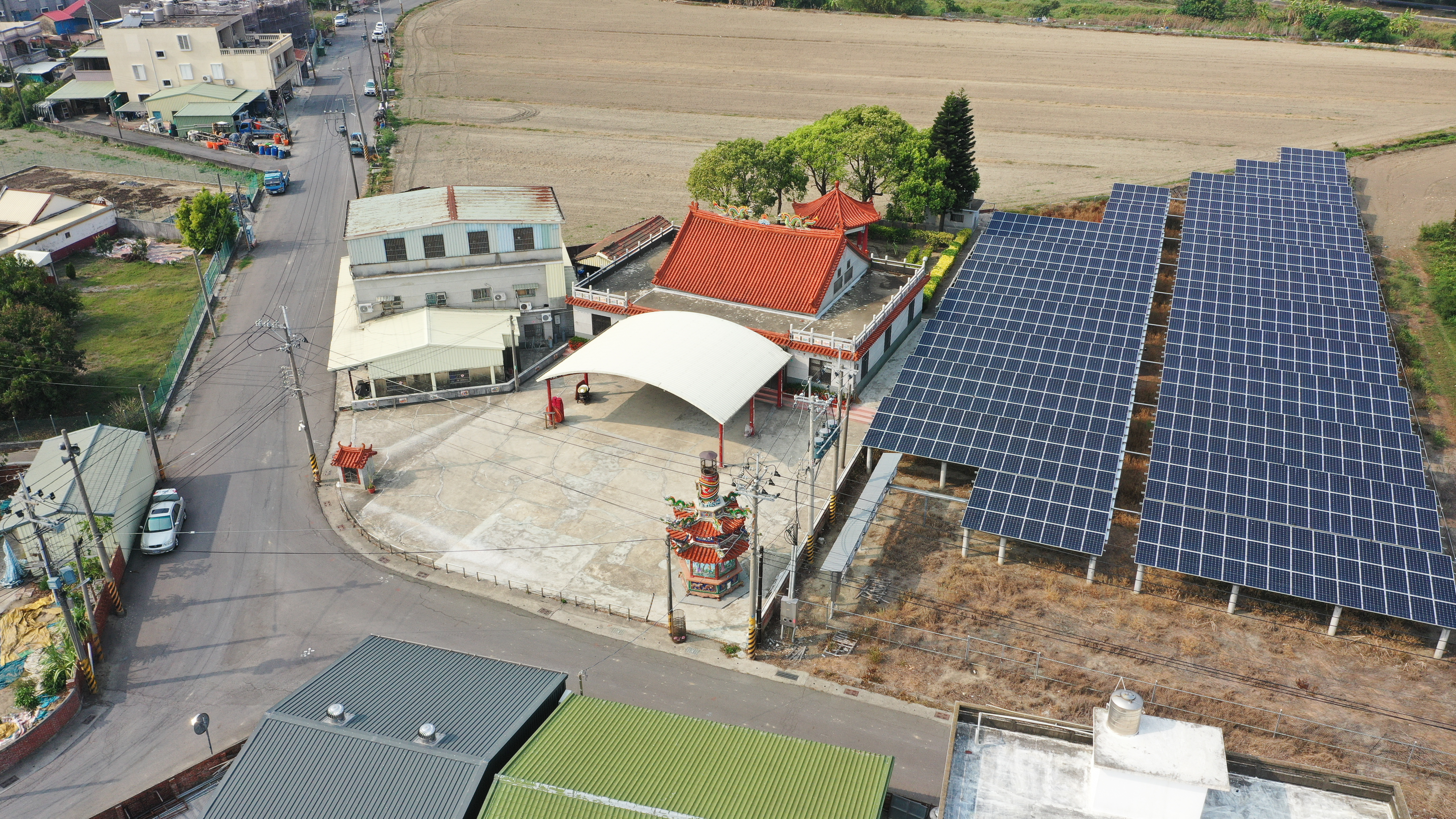
瓦寮永安宮-全景空照
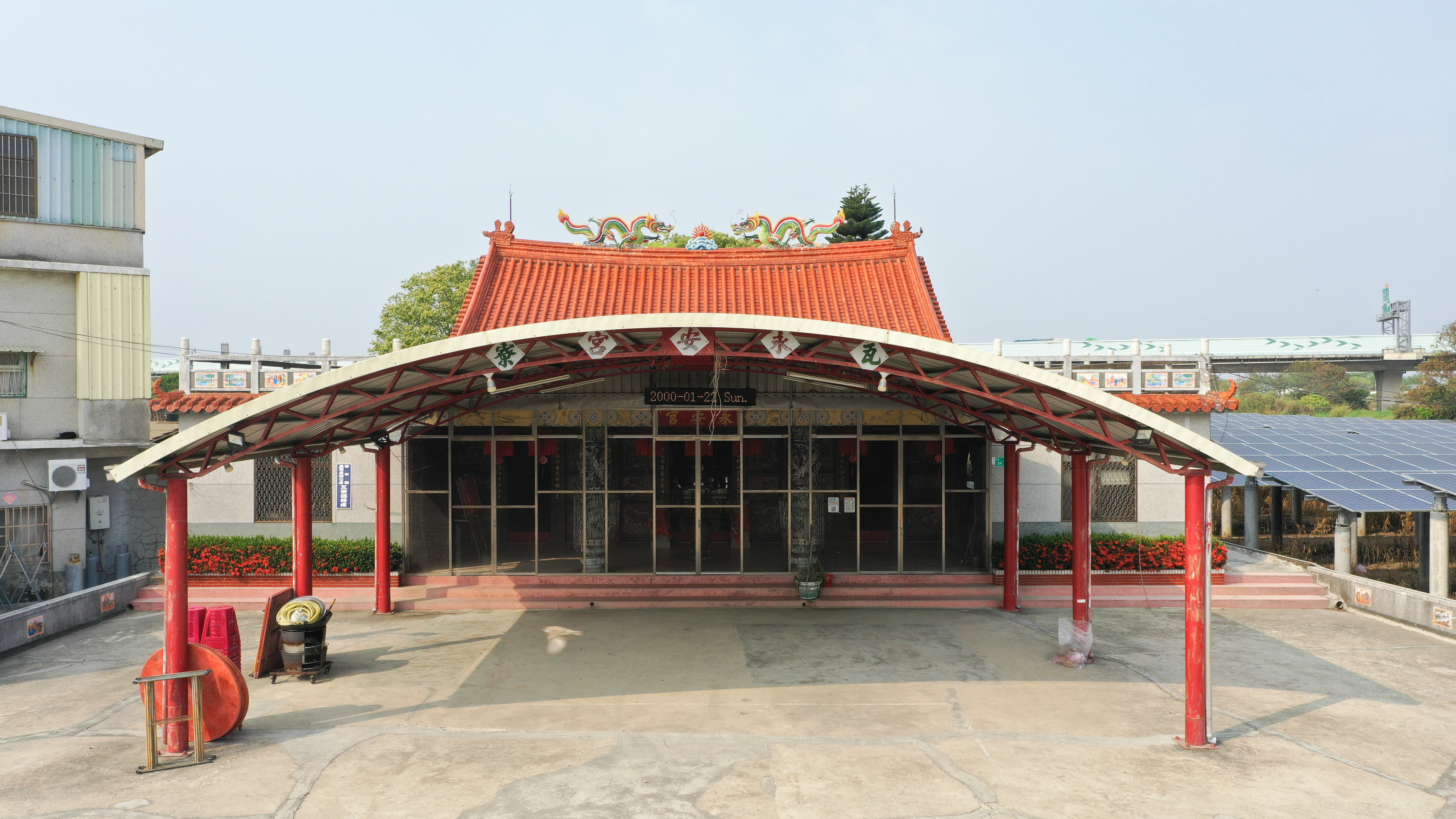
瓦寮永安宮-正面
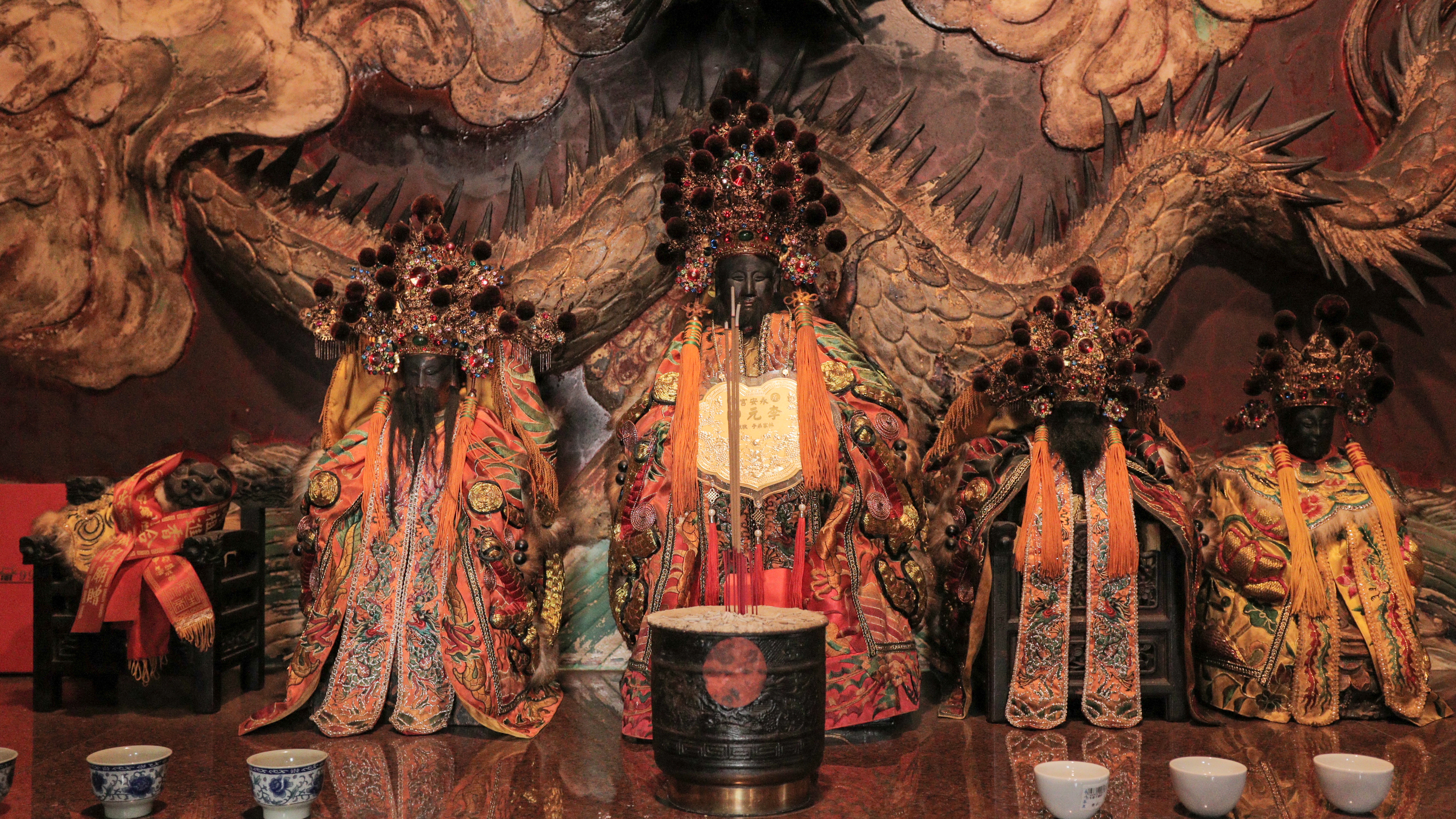
瓦寮永安宮-眾神祇
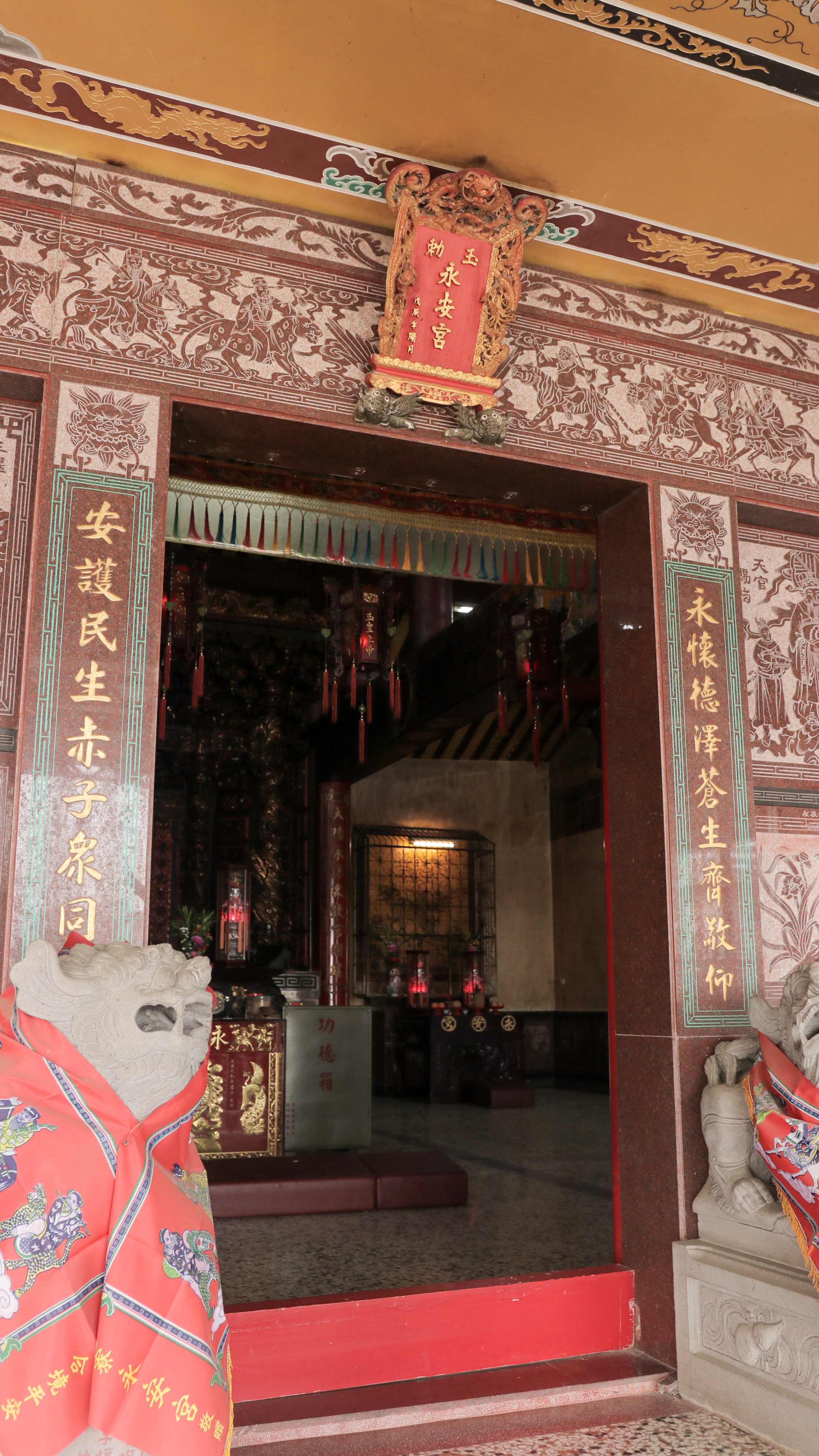
瓦寮永安宮-門楣及冠疏
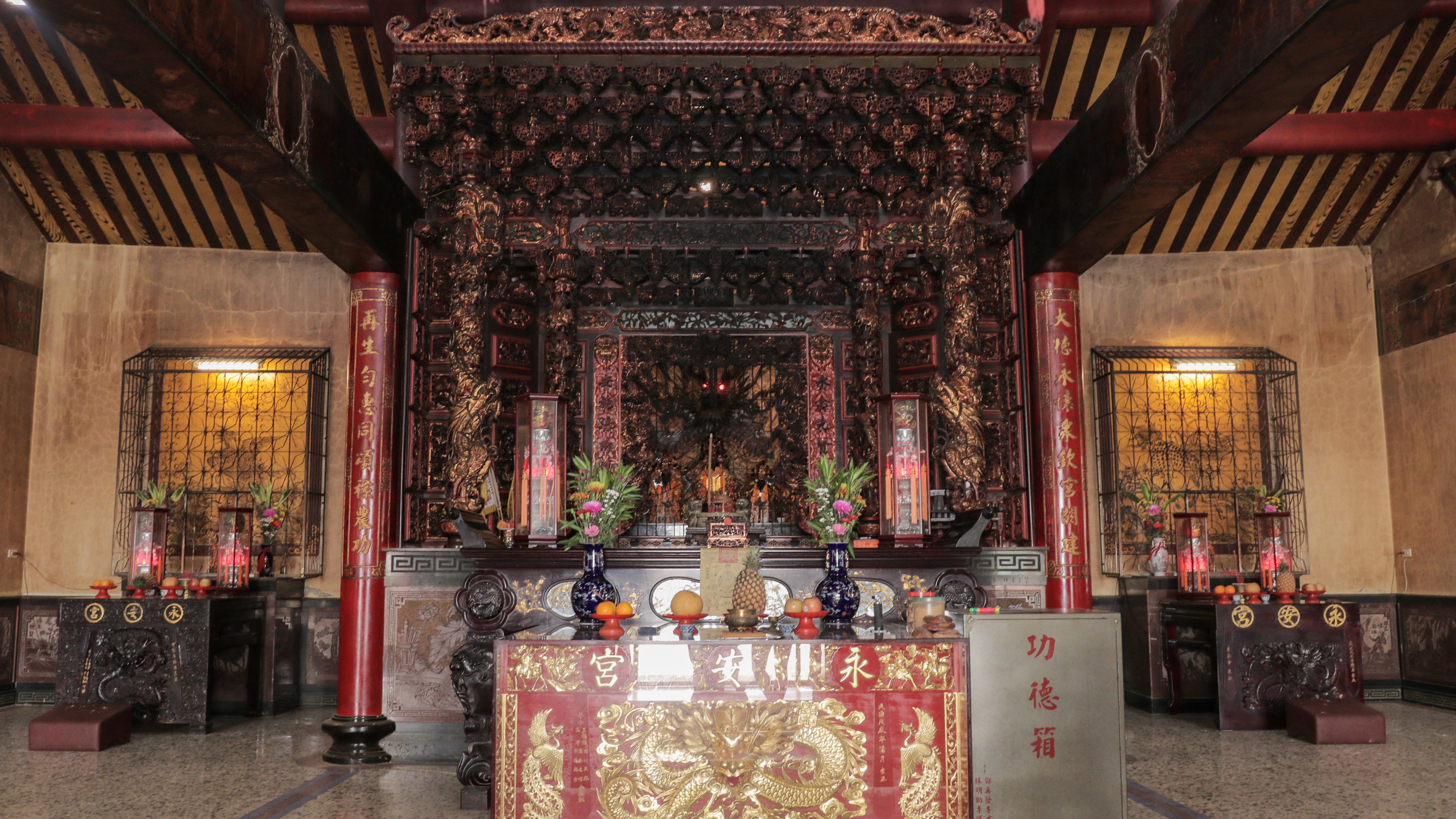
瓦寮永安宮-神龕
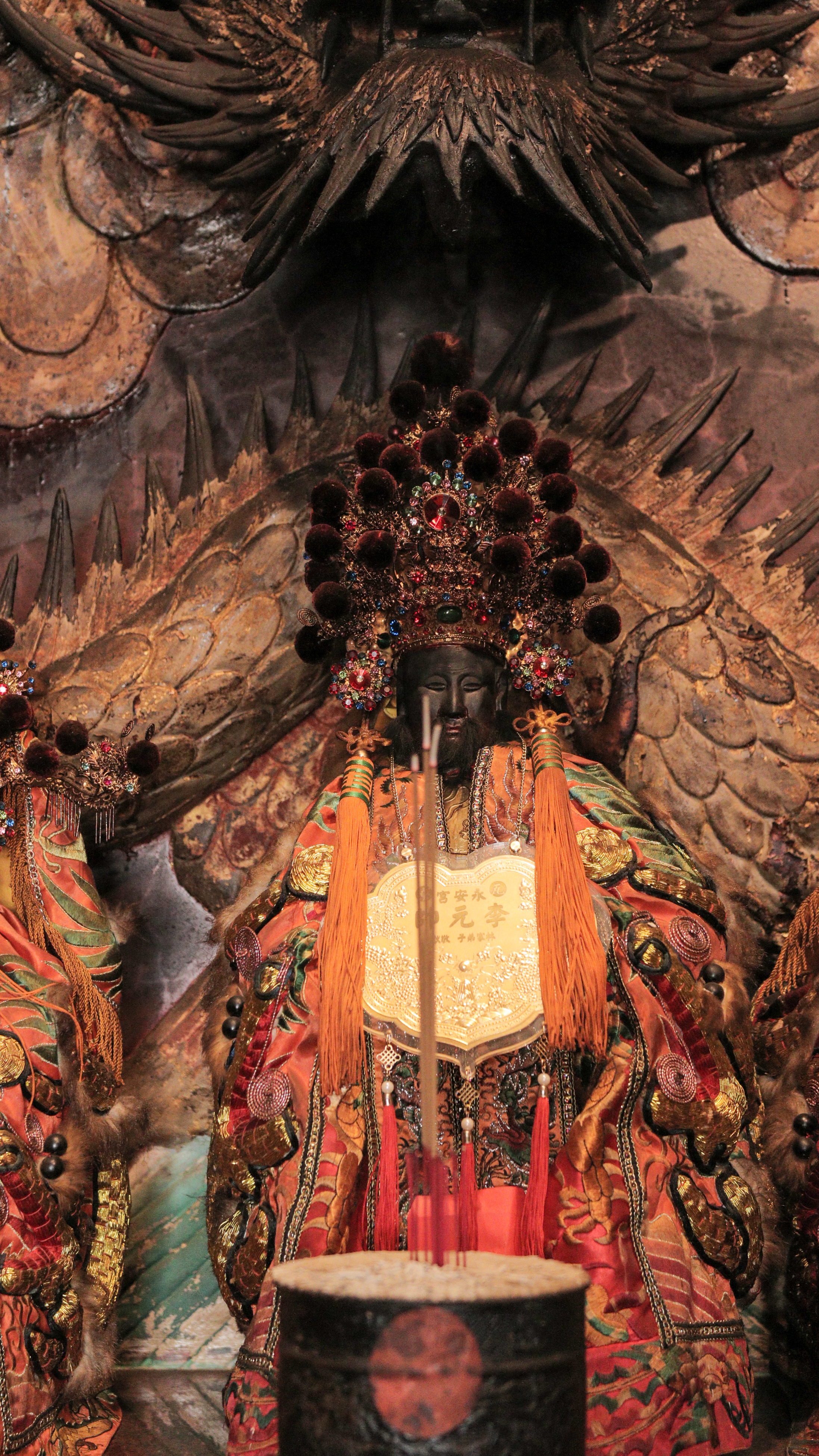
瓦寮永安宮-主祀李府元帥(李大在)
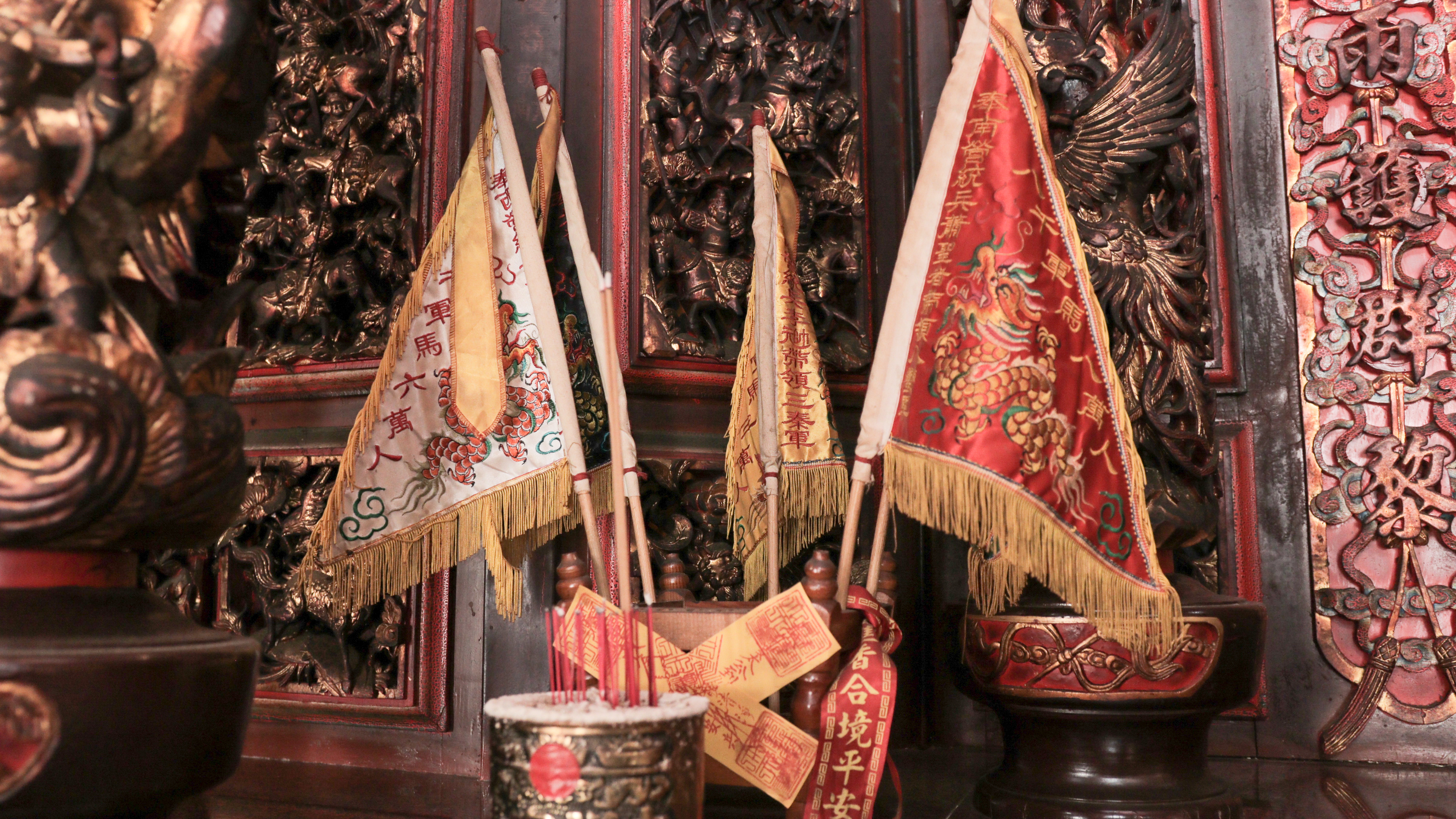
瓦寮永安宮-五營神將
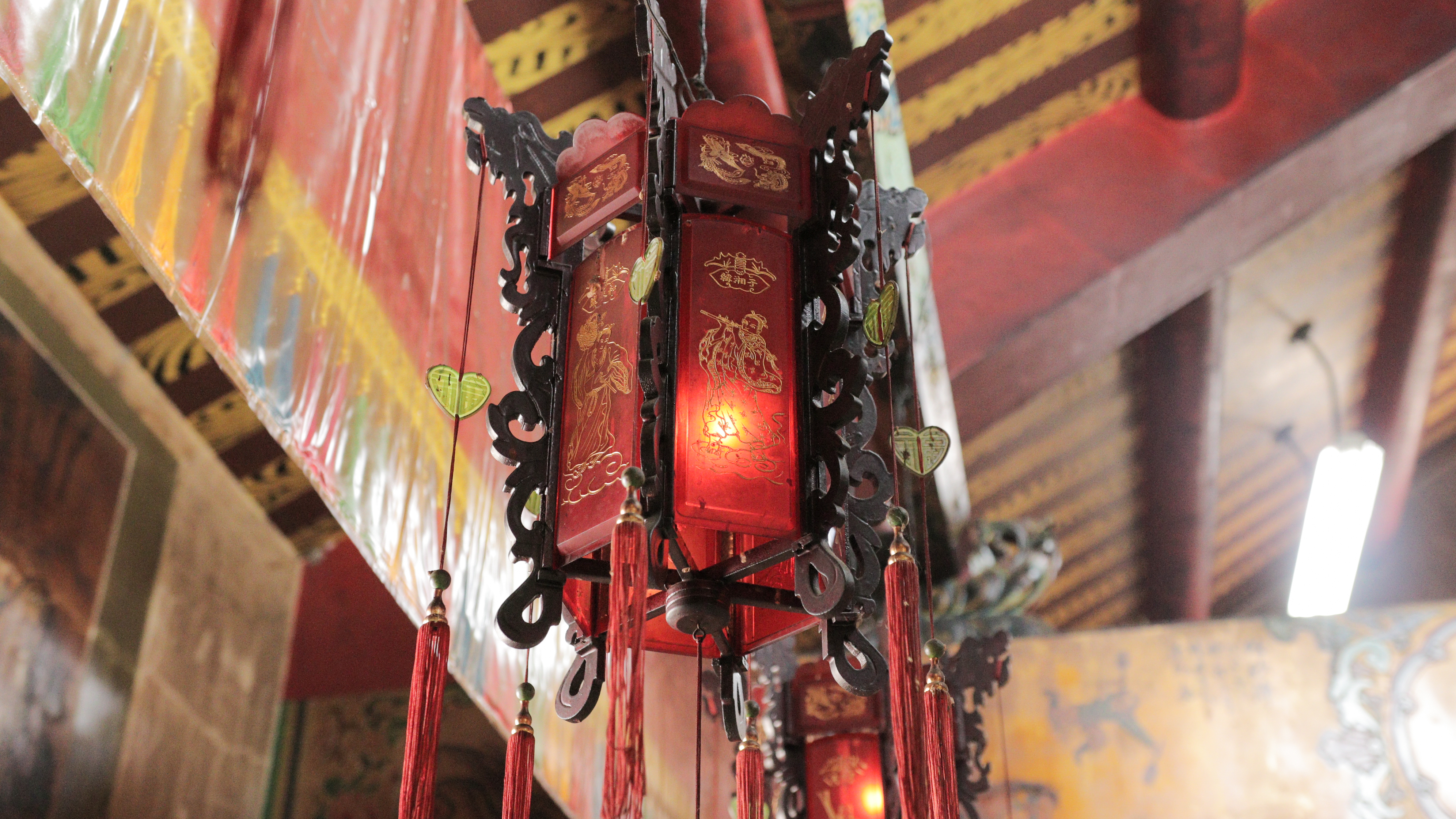
瓦寮永安宮-廟內宮燈
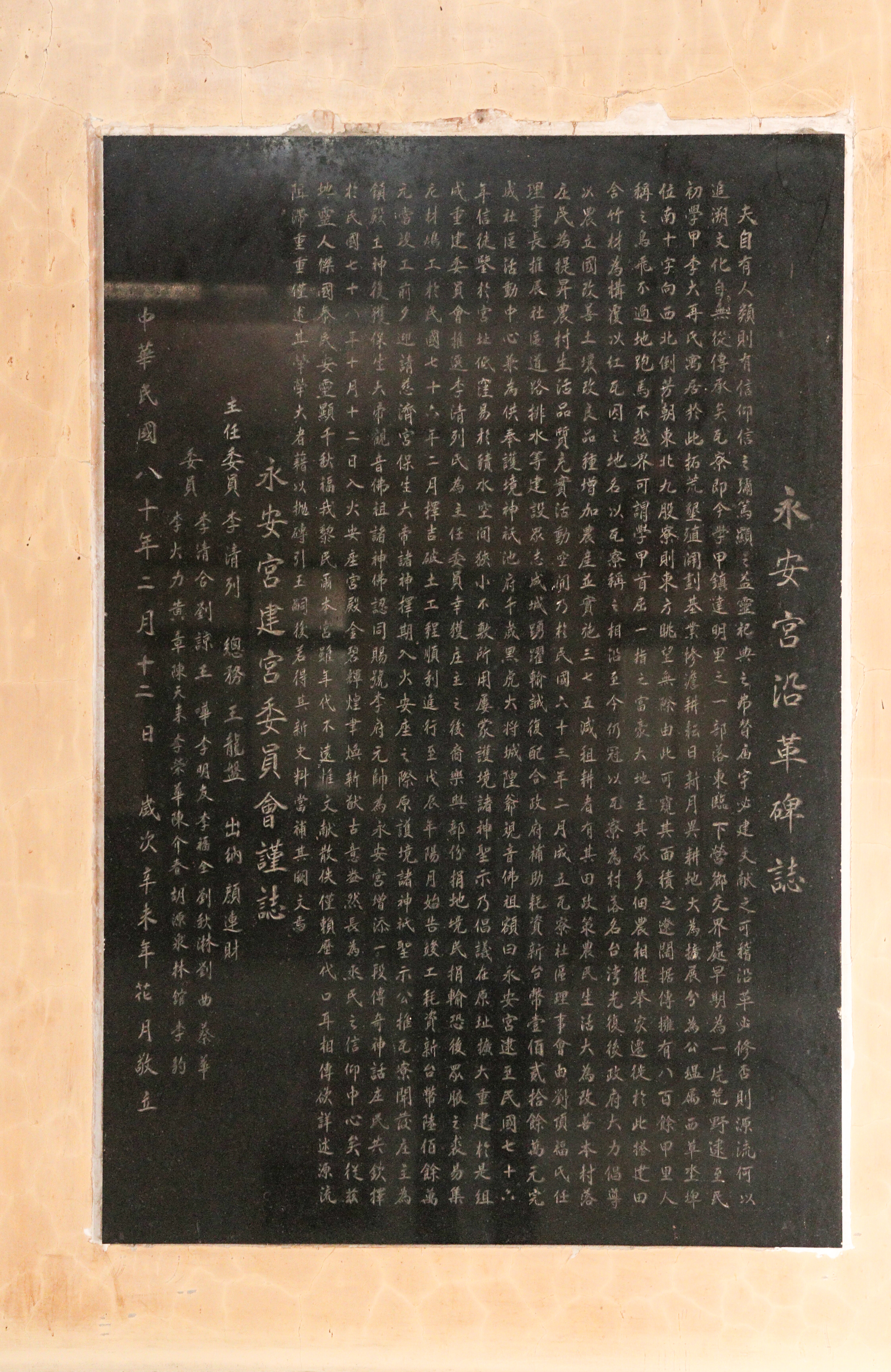
瓦寮永安宮-沿革紀念碑